# 7542 Johnpond
7542 Johnpond eller 1953 GN är en asteroid i huvudbältet som upptäcktes den 7 april 1953 av den tyske astronomen Karl Wilhelm Reinmuth i Heidelberg. Den har fått sitt namn efter den brittiske astronomen John Pond.
Asteroiden har en diameter på ungefär 4 kilometer.